# Leptura kusamai keiichii
Leptura kusamai keiichii es una subespecie de escarabajo longicornio del género Leptura, categorizada en la tribu Lepturini, de la subfamilia Lepturinae. Fue descrita por N. Ohbayashi en 1999.

## Descripción
Mide 13-16 mm de longitud.

## Distribución
Se distribuye por Japón.